# François Camille Roques
François Camille Roques, né le 11 avril 1828 à Toulouse (Haute-Garonne) et mort le 21 janvier 1887, est un homme politique français.

## Biographie
Fils d'un riche négociant, il est licencié en droit. Il entre en 1853 dans les bureaux du ministère de l'Intérieur. Conseiller de préfecture dans le Tarn en 1858 et dans l'Aveyron en 1861, il est secrétaire général de la préfecture en 1865 et démissionne après le 4 septembre 1870.
Il est conseiller général du canton de Sauveterre-de-Rouergue en 1874 et député de l'Aveyron de 1876 à 1881 et de 1885 à 1887, inscrit au groupe bonapartiste de l'Appel au peuple.
Il est le père de Gaston Roques, député de l'Aveyron.

## Sources
- « François Camille Roques », dans Adolphe Robert et Gaston Cougny, Dictionnaire des parlementaires français, Edgar Bourloton, 1889-1891 [détail de l’édition]
- « François Camille Roques », dans le Dictionnaire des parlementaires français (1889-1940), sous la direction de Jean Jolly, PUF, 1960 [détail de l’édition]